# Meu porta-arquivos
Meu porta-arquivos ou Porta-arquivos era um componente que fazia parte do Microsoft Windows nas décadas de 90 e 2000.
Em uma janela, pode-se transferir arquivos e aplicativos para serem sincronizados entre computadores.